# Togha Temur
Ṭoghā Temūr, detto anche Taghaytimur (in persiano طغا تیمور‎; ... – novembre/dicembre 1353), è stato un militare e politico mongolo, pretendente al trono dell'Ilkhanato mongolo di Persia a metà del XIV secolo.
Delle molte persone pretendenti al trono ilkhanide dopo la morte dell'Īlkhān Abū Saʿīd, Ṭoghā Temūr fu l'unico originario dell'Iran orientale e l'ultimo grande candidato di rilievo discendente dal Casato di Chingghis Khān. La sua base di potere fu il Gorgān e le regioni occidentali del Grande Khorasan. Il suo nome originario, "Togoy Tomor", significa "ciotola / pentola di ferro" in lingua mongola.

## Prima della morte di Abū Saʿīd
Ṭoghā Temūr discendeva da Qasar, fratello di Chingghis Khān. La sua famiglia divenne infine la guida di una tribù mongola nomade, i Chete. Suo nonno Bābā Qaʾūn aveva fatto trasferire i Chete in una regione tra Astarābād (attuale Gorgān) e Kalbush, a est del fiume Gorgān. Quando Ṭoghā Temūr divenne la guida dei Chete, essi erano ancora stanziati in quell'area.

## Lotte coi Jalayridi e i Chupanidi
Pochi mesi dopo la morte dell'Īlkhān Abū Saʿīd nel 1335, Ṭoghā Temūr fu coinvolto nelle lotte di successione. Il governatore del Khorasan, lo sceicco ʿAlī b. ʿAli Qushjī, osservando le relazioni parentali di Ṭoghā Temūr con Chinngis Khān, propose la sua nomina come Īlkhān, e molti dei nobili mongoli dell'Iran orientale si convinsero ad accettare la sua autorità. Dopo che il suo nome fu posto sulle monete coniate e nelle preghiere ufficiali, fu pianificata una spedizione nell'Iran occidentale. In quella parte del paese già due Īlkhān, Arpa Ke'un e Mūsā Khān, erano stati detronizzati e si credette che le truppe del Khorasan avrebbero potuto metter fine a quella dannosa instabilità istituzionale.
Nella primavera del 1337 le truppe di Ṭoghā Temūr avviarono la loro campagna militare. esisteva tuttavia dissenso al loro interno, rappresentato da Arghūn Shāh, capo del gruppo dei Ja'un-e Qorban, e ʿAbd Allah b. Mulai, che controllava il Kuhistan, i quali abbandonarono l'impresa ballica a Bisṭām. A Ṭoghā Temūr si unì l'ex Īlkhān Mūsā Khān coi suoi seguaci, messo in fuga dalla sconfitta patita per opera del jalayride Ḥasan-e Bozorg e del suo Īlkhān-fantoccio Muḥammad Khān. Insieme, Ṭoghā Temūr e Mūsā Khān, occuparono l'antica capitale ilkhanide di Soltaniyeh, ma nel giugno del 1337 Ḥasan-e Bozorg li affrontò e li sbaragliò  sul campo di battaglia, obbligando Ṭoghā Temūr e lo sceicco ʿAli a sgomberare la regione.
Nel luglio del 1337, mentre tornava dal Khorasan, lo sceicco ʿAli fu catturato da Arghūn Shāh, che lo giustiziò mandandone la testa mozzata a Ḥasan-e Bozorg. Sotto questo aspetto, Arghūn Shāh si dimostrò il migliore più potente alleato di Ṭoghā Temūr. Egli convinse Ṭoghā Temūr a resistere a Muḥammad-e Mulai, che giungeva in Khorasan in veste di Governatore nominato da Ḥasan-e Bozorg. Ṭoghā Temūr e Arghūn Shāh sconfissero e misero a morte Muḥammad-e Mulai alla fine di quell'anno, assicurandosi che il Khorasan rimanesse libero dai Jalayridi.
Meno di un anno dopo, Ṭoghā Temūr fu ancora trascinato negli eventi che si producevano a occidente. Il governo lì di Ḥasan-e Bozorg era stato contestato dal chupanide Ḥasan-e Kuçek, che aveva sconfitto i Jalayridi, uccidendo l'Īlkhān-fantoccio di Ḥasan-e Bozorg e assumendo il controllo di Tabriz nel luglio del 1338. Come reazione, Ḥasan-e Bozorg richiese l'intervento di Ṭoghā Temūr. Dopo aver consultato Arghūn Shāh, egli accettò e nel 1339 ritornò nell'Iran occidentale. Come ringraziamento, Ḥasan-e Bozorg lo riconobbe come Īlkhān.
Ḥasan-e Kuçek tuttavia reagì rapidamente per dissolvere quell'alleanza e inviò una lettera a Ṭoghā Temūr offrendogli la mano della sua propria Īlkhān-fantoccio, Sati Beg, con la prospettiva di un'alleanza tra i Chupanidi e gli abitanti del Khorasan. Ṭoghā Temūr accettò, inviando una missiva in cui accettava la proposta ma Ḥasan-e Kuçek anticipò il tutto spedendo a Ḥasan-e Bozorg una lettera in cui lo informava del fatto che Ṭoghā Temūr era una persona falsa e inaffidabile, sottolineando che Chupanidi e Jalayridi credevano nella medesima cosa, che cioè si dovesse ricostituire un Ilkhanato unificato.
Ḥasan-e Bozorg, dando credito al suo rivale chupanide, decise di osteggiare i Khorasanici. Cone le forze chupanidi e jalayridi contro di lui, Ṭoghā Temūr non ebbe altra scelta se non tornarsene in Khorasan. Malgrado nel 1340 Ṭoghā Temūr fosse ancora riconosciuto Īlkhān da Ḥasan-e Bozorg e continuasse ad essere riconosciuto come tale fino al 1344, i suoi sforzi di riunificare l'Ilkhanato sotto di lui era di fatto fallito. L'esercito regolare khorasanico era stato decimato, lasciando Ṭoghā Temūr dipendente dalle forze tribali a lui alleate, insufficienti però a conquistare le regioni occidentali della Persia.

## Conflitto coi Sarbadār
In Persia occidentale, i Jalayridi e i Chupanidi avevano ammonito Ṭoghā Temūr a non estendere il suo potere da quella parte del vecchio Ilkhanato. Un altro gruppo, tuttavia, gli si oppose assai esplicitamente, minacciando direttamente il suo governo in Khorasan. I Sarbadār erano giunti al potere ribellandosi agli uomini di Ṭoghā Temūr come ʿAlāʾ al-Dīn Muḥammad, a causa dell'aumento intollerabile del carico fiscale da lui organizzato. Inizialmente i Sarbadār affermavano che la loro rivolta era contro il solo ʿAlāʾ al-Dīn e non contro  e continuarono a raffigurare il nome di Ṭoghā Temūr sulle loro monete. Quando però essi attaccarono i Ja'un-e Qorban di Arghūn Shāh, Ṭoghā Temūr inviò immediatamente le sue forze contro di loro. Furono però sconfitte e sia ʿAlāʾ al-Dīn Muḥammad sia ʿAbd Allāh b. Mulai furono uccisi. A seguito di ciò, i Sarbadār s'impadronirono di gran parte del Khorasan e si allearono con i Chupanidi, riconoscendo il Khān-fantoccio di Ḥasan-e Kuçek, Suleyman Khan.
Ṭoghā Temūr e i suoi seguaci fuggirono nella vallata di Jajrud, a sud di Amol (in Ṭabaristān, oggi Mazandaran), il cui governante, il Bavandide Ḥasan II, era suo vassallo. Nel 1344 i Sarbadār decisero di abbattere Ṭoghā Temūr e marciarono contro di lui, ma i Bavandidi fecero cadere in un tranello il loro esercito e uccisero il loro leader, Masʿūd. Ciò consentì a Ṭoghā Temūr di reclamare gran parte del territorio di cui s'erano impadroniti i Sarbadār e, sia pure per poco tempo, la loro alleanza tornò a esistere.
Malgrado ciò, i Sarbadār continuarono a creargli problemi. Ṭoghā Temūr non fu aiutato dalla morte di Arghūn Shāh nel 1345 o 1346, che comportò l'aiuto fino ad allora garantitogli dai Jaʾun-e Qorbān contro i Sarbadār. Il confronto armato contro due avversari proseguì fino a che Yaḥyā Karawī assunse il controllo dei Sarbadār all'incirca nel 1352. Egli decise di assoggettarsi a Ṭoghā Temūr, battendo moneta in suo nome, inviandogli un tributo e promettendo di presentarsi a lui ogni anno. Ṭoghā Temūr accettò la proposta e credette che una pace fosse stata raggiunta. Invece Yaḥyā non aveva alcuna intenzione di rimanere un vassallo di Ṭoghā Temūr. In novembre o dicembre 1353 Yaḥyā Karawī e un gruppo di Sarbadār comparve nell'accampamento di Togha Temür, lo uccisero e trucidarono con lui la sua famiglia, mentre i loro guerrieri scannarono gli animali dei nomadi che costituivano le sue forze armate.
Molti dei territori di Ṭoghā Temūr passarono ancora nelle mani dei Sarbadār. Le terre rimanenti si pensa siano stati presi da suo figlio Luqman, mentre Amir Vali, il figlio del governatore di Astarābād di Ṭoghā Temūr, lo mise da parte e fu quindi lui a proseguire la lotta contro i Sarbadār.